# Alstroemeria chorillensis
Alstroemeria chorillensis este o specie de plante monocotiledonate din genul Alstroemeria, familia Alstroemeriaceae, descrisă de Herb.. Conform Catalogue of Life specia Alstroemeria chorillensis nu are subspecii cunoscute.